# Naissance en 1972
Naissance
- 1968
- 1969
- 1970
- 1971
- 1972
- 1973
- 1974
- 1975
- 1976

Les naissances en 1972 concernent les personnalités nées entre le 1er janvier et le 31 décembre 1972.

## Janvier
- 1er janvier : Lilian Thuram, footballeur français.
- 9 janvier : 
  - Ronald Guintrange, animateur de télévision et journaliste français.
  - Rachid Nekkaz, homme d'affaires et homme politique algérien.
- 10 janvier : Brian Christopher, catcheur (lutteur professionnel) américain († 29 juillet 2018).
- 11 janvier : Amanda Peet, actrice américaine.
- 12 janvier : Priyanka Gandhi, femme politique indienne.
- 13 janvier : Park Jin-young, chanteur et acteur sud-coréen.
- 15 janvier : Charles Ateba Eyene, écrivain, homme politique et enseignant camerounais († 21 février 2014).
- 16 janvier : Zaruhi Postanjyan, femme politique arménienne.
- 22 janvier : Gabriel Macht, acteur de la série Suits, interprète Harvey Specter.
- 23 janvier : 
  - Léa Drucker, actrice française.
  - Sînziana Popescu, auteure et dramaturge Roumaine.
  - Bouchra Rejani, dirigeante d'entreprise française.
- 25 janvier : 
  - Jean-Baptiste Brenet, universitaire français.
  - Jennie Nilsson, femme politique suédoise.
- 28 janvier : Amy Coney Barrett, juge fédérale américaine.
- 29 janvier : Nicolas Le Riche, danseur étoile à l'Opéra de Paris.
- 30 janvier : 
  - Jennifer Hale, actrice américano-canadienne.
  - Mike Johnson, homme politique américain.
  - Chris Simon, joueur professionnel canadien de hockey

## Février
- 1er février : Patrice L'Heureux, boxeur canadien († 8 octobre 2018).
- 5 février : Régis Juanico, homme politique français.
- 7 février : Amon Tobin, DJ et compositeur brésilien.
- 16 février : Margit Pörtner, curleuse danoise († 26 avril 2017).
- 17 février : 
  - Billie Joe Armstrong, chanteur et guitariste américain du groupe Green Day.
  - Philippe Candeloro, patineur artistique français.
  - Taylor Hawkins, batteur américain du groupe Foo Fighters († 25 mars 2022).
  - Ralphie May, acteur et humoriste de standup américain († 6 octobre 2017).
  - Valeria Mazza, top model argentine.
- 20 février : Cristina Sánchez, matador espagnol.
- 22 février : 
  - Rolando Villazaun, chanteur d'opéra (ténor) mexicain.
  - Ben Sasse, homme politique américain.
- 25 février : Erwin van de Looi, footballeur puis entraîneur néerlandais.
- 29 février : 
  - José de la Línea, guitariste de flamenco franco-espagnol.
  - Sylvie Lubamba, actrice et animatrice de télévision italienne.
  - Géraldine Maillet, romancière, réalisatrice et scénariste française.
  - Antonio Sabato Jr., acteur américain.
  - Pedro Sánchez, homme politique espagnol, Président du gouvernement d'Espagne depuis 2018.
  - Dave Williams, chanteur américain du groupe Drowning Pool († 14 août 2002).

## Mars
- 2 mars : Roberta Marrero, artiste, écrivaine et poète espagnole († 17 mai 2024).
- 3 mars : 
  - Christian Oliver, acteur allemand († 4 janvier 2024).
  - Michaël Milon, karateka français († 13 mars 2002).
- 4 mars : 
  - Brittney Powell, actrice allemande.
  - Nilar Thein, militante birmane.
  - Jos Verstappen, pilote de Formule 1 néerlandais.
- 6 mars : Shaquille O'Neal, joueur de basket-ball américain.
- 7 mars :
  - Jang Dong-gun, acteur et chanteur sud-coréen.
  - Agnes Lam, journaliste, poétesse et femme politique macanaise.
- 8 mars : 
  - Anne-Laure Rouxel, danseuse et chorégraphe française.
  - Sandrine Rousseau, femme politique française.
- 9 mars : 
  - Jean Louisa Kelly, actrice américaine.
  - Kerr Smith, acteur américain.
  - Jodey Arrington, homme politique américain.
- 10 mars : Ramzy Bedia, acteur et humoriste français.
- 11 mars : Benjamin Diamond, musicien français de musique électronique.
- 13 mars : Leigh-Allyn Baker, actrice américaine.
- 15 mars : Mark Hoppus, chanteur et bassiste américain des groupes Blink-182 et +44.
- 17 mars :
  - Mia Hamm, footballeuse américaine.
  - Sean Price, rappeur américain († 8 août 2015).
- 20 mars : Steve Long, acteur, réalisateur et scénariste américain.
- 21 mars : 
  - Piotr Adamczyk, acteur polonais.
  - Tetsu Shiratori, seiyū japonais.
- 22 mars : Christophe Revault, footballeur français († 6 mai 2021).
- 23 mars :
  - Joe Calzaghe, boxeur gallois.
  - Judith Godrèche, actrice française.
  - Daniel Prodan, footballeur roumain († 16 novembre 2016).
- 24 mars : Christophe Dugarry, footballeur français.
- 25 mars : Naftali Bennett, homme d'affaires et homme politique israélien.
- 26 mars : 
  - Leslie Mann, actrice américaine.
  - Soleil Rasoafaniry, judokate malgache.
- 30 mars : Geovânia de Sá, femme politique brésilienne.

## Avril
- 3 avril : Emmanuel Adubango Ali, homme politique de la République démocratique du Congo.
- 4 avril : Raphaël Thierry, plasticien, peintre et illustrateur français († 14 juin 2021).
- 6 avril : Jason Hervey, acteur, producteur et scénariste américain.
- 7 avril : Timothy Peake, spationaute britannique.
- 8 avril : 
  - Paul Gray, musicien américain, bassiste de Slipknot († 24 mai 2010).
  - Chuck Todd, journaliste américain.
- 9 avril : 
  - RedOne, producteur de musique, auteur, compositeur et réalisateur artistique marocain et suédois.
  - Alain Berset, Homme d'État suisse et président de la Confédération suisse en 2018 et 2023.
- 11 avril :
  - Tina Blaskovic, joueuse canadienne de soccer.
  - Cyril Celestin, dit Guizmo, auteur-compositeur-interprète et musicien français, membre du groupe Tryo.
  - Balls Mahoney, catcheur américain († 12 avril 2016).
  - Allan Theo, auteur-compositeur et interprète français.
  - Jason Varitek, joueur de baseball américain.
- 12 avril : Stéphane Patingre, champion français de jeux télévisés[1].
- 14 avril : Dean Potter, alpiniste, grimpeur, équilibriste et parachutiste américain († 16 mai 2015).
- 15 avril: Peter Oscarsson, célèbre courtier en immobilier
- 17 avril : 
  - Jennifer Garner, actrice américaine.
  - Dylan Mika, joueur de rugby à XV néo-zélandais († 20 mars 2018).
  - Muttiah Muralitharan, joueur de cricket sri-lankais.
- 18 avril : Adriana Araújo, journaliste brésilienne.
- 20 avril : Wouter Van Bellingen, homme politique flamand.
- 21 avril : Narges Mohammadi, militante iranienne pour les droits de l'homme.
- 22 avril : Sarah Patterson, actrice anglaise.
- 23 avril : Alain-Guillaume Bunyoni, homme politico-militaire burundais.
- 26 avril : Bronagh Gallagher, actrice et chanteuse nord-irlandaise.
- 27 avril : Maura West, actrice américaine.
- 28 avril : 
  - Sébastien Cauet, animateur de radio et de télévision français.
  - Sergio Massa, Homme Politique argentine.
- 29 avril : 
  - Anne-Sophie Lapix, journaliste française.
  - Derek Mears, acteur et cascadeur américain.
  - Elina Brotherus, photographe finlandaise.
  - Jane Mandean, athlète handisport sud-africaine.

## Mai
- 1er mai : 
  - Bailey Chase, acteur américain.
  - Julie Benz, actrice américaine.
- 2 mai : Dwayne « The Rock » Johnson, catcheur, puis acteur américanno-canadien.
- 3 mai : Katya Adler, journaliste britannique.
- 4 mai : Mike Dirnt, bassiste américain du groupe Green Day.
- 6 mai :
  - Esquerdinha José Marcelo Januário de Araújo, footballeur brésilien († 31 octobre 2018).
  - Arev Petrossian, peintre arménienne.
- 8 mai : Guillaume Soro, homme politique ivoirien.
- 9 mai : 
  - Lisa Ann, actrice pornographique américaine.
  - Anna-Louise Plowman, actrice néo-zélandaise.
- 11 mai : Karima Medjeded, judokate handisport française.
- 12 mai : Damian McDonald, coureur cycliste australien († 23 mars 2007).
- 14 mai : 
  - Caroline Roux, journaliste française.
  - Kirstjen Nielsen, secrétaire à la Sécurité intérieure des États-Unis de 2017 à 2019.
- 15 mai : 
  - David Charvet, acteur et chanteur français.
  - Valérie Claisse, mannequin français.
- 16 mai : 
  - Christian Califano, joueur de rugby à XV français.
  - Khary Payton, acteur américain.
- 17 mai : Fadwa Souleimane, actrice syrienne († 17 août 2017).
- 19 mai : Rohan Marley, joueur américain de football américain.
- 20 mai : 
  - Christophe Dominici, joueur français de rugby à XV († 24 novembre 2020).
  - Busta Rhymes, rappeur américain.
- 21 mai :
  - Barbara Tissier, actrice, directrice artistique et adaptatrice française, active dans le doublage.
  - Stomy Bugsy, chanteur et acteur français.
  - The Notorious B.I.G., rappeur américain († 9 mars 1997).
- 22 mai : Alison Eastwood, actrice, réalisatrice, productrice, mannequin et chanteuse américaine.
- 23 mai : 
  - Rubens Barrichello, pilote de course automobile (F1) brésilien.
  - Alexandre Devoise, animateur de télévision et radio français.
- 24 mai :
  - Laure Sainclair, actrice de charme française.
  - Maxime Souraïev, cosmonaute russe.
  - Maia Sandu, femme d'État moldave.
- 25 mai : Barbara Schulz, actrice française.
- 28 mai : Chiara Mastroianni, actrice française.
- 29 mai : Saroja Sirisena, diplomate srilankaise.
- 31 mai : 
  - Christian McBride, bassiste et contrebassiste de jazz américain.
  - Jean-Marc Ueberecken, avocat et pilote de course.

## Juin
- 1er juin : Natalya Meshcheryakova, nageuse russe.
- 2 juin :
  - Wentworth Miller, acteur britannique.
  - Tia Eron, femme politique brésilienne.
- 3 juin : Michela Murgia, écrivaine italienne († 10 août 2023).
- 4 juin : Ysa Ferrer, chanteuse, actrice et compositrice française.
- 5 juin : 
  - Anna-Carin Ahlquist, pongiste handisport suédoise.
  - Chakall est un chef cuisinier argentin.
- 6 juin : Tamara Davies, actrice américaine.
- 7 juin : Karl Urban, acteur néo-zélandais.
- 8 juin : Roosevelt Skerrit, premier ministre de la Dominique.
- 10 juin : Radmila Šekerinska, femme politique macédonienne.
- 15 juin : Hank Von Helvete, musicien norvégien († 19 novembre 2021).
- 16 juin : Borislava Perić, pongiste handisport serbe.
- 19 juin : 
  - Jean Dujardin, acteur français.
  - Robin Tunney, actrice américaine.
  - Poppy Montgomery, actrice australienne.
- 21 juin : Dorkas Kiefer, actrice, chanteuse et humoriste allemande.
- 23 juin : Zinédine Zidane, footballeur français.
- 24 juin :
  - Robbie McEwen, coureur cycliste australien.
  - Supriyati Sutono, athlète indonésienne.
  - Blaise Ndala, écrivain canadien d'origine congolaise.
- 25 juin : 
  - Mike Kroeger, bassiste du groupe canadien Nickelback.
  - Saïf al-Islam Kadhafi, homme politique libyen, fils de Mouammar Kadhafi et de Safia Farkash.
- 26 juin : Garou, chanteur québécois.
- 28 juin : Geeta Tripathee, poétesse népalaise.
- 29 juin : Samantha Smith, écolière américaine, Ambassadrice de bonne volonté en Union soviétique († 25 août 1985).
- 30 juin : Nadia Röthlisberger-Raspe, joueuse de curling suisse († 9 février 2015).

## Juillet
- 2 juillet : 
  - Dimitri Rataud, acteur français.
  - Christian von Koenigsegg, industriel suédois
- 3 juillet : 
  - Pieter de Villiers, joueur de rugby français d'origine sud-africaine.
  - Josco L'inquiéteur, chanteur de bikutsi camerounais.
  - Mike Jocktane, homme politique gabonais.
- 5 juillet : Gilles Lellouche, comédien français.
- 6 juillet : 
  - Isabelle Boulay, chanteuse québécoise.
  - Laurent Gaudé, écrivain français.
- 7 juillet : 
  - Meriem Bidani, taekwondoïste marocaine.
  - Lisa Leslie, basketteuse américaine.
  - Manfred Stohl, pilote de rallye autrichien.
  - Kirsten Vangsness, actrice américaine.
  - Yoon Kyung-shin (윤경신), handballeur sud-coréen.
- 14 juillet : Loïc Le Meur, entrepreneur et blogueur français.
- 15 juillet : Yao Defen, la femme la plus grande de son temps († 13 novembre 2012).
- 18 juillet : Titoff, acteur et humoriste français.
- 19 juillet : Zanele Muholi, photographe sud-africaine.
- 27 juillet :
  - Bouchra Ahrich, actrice marocaine.
  - Maya Rudolph, actrice, chanteuse, scénariste et productrice américaine.
  - Aïdyn Aimbetov, cosmonaute kazakh.
  - Sheikh Muszaphar Shukor, spationaute malaisien.
- 28 juillet : Chamaco II (Antonio Borrero Borrero), matador espagnol.

## Août
- 2 août : 
  - Nely Miranda, nageuse handisport mexicaine.
  - Jacinda Barrett, actrice et mannequin austro-américano-britannique.
- 3 août : Benjamin Egner, acteur français.
- 5 août :
  - Darren Shahlavi, acteur britannico-américain († 14 janvier 2015).
  - Monika Zbrojewska, avocate et femme politique polonaise († 30 octobre 2015).
- 6 août : Geri Halliwell, musicienne britannique.
- 7 août : Ghislain Lemaire, judoka français.
- 8 août : Mathilde Chèvre, éditrice et illustratrice française.
- 9 août : 
  - Juanes (Juanes Estebán Aristizabal Vásquez), chanteur colombien.
  - Liz Vassey, actrice américaine.
- 10 août : Angie Harmon, actrice américaine.
- 11 août : Aurélien Bory, metteur en scène français.
- 14 août : Laurent Lamothe, homme politique haïtien.
- 15 août : Ben Affleck, acteur américain.
- 18 août : Masahiro Nakai, chanteur, idole, acteur et présentateur japonais, leader du groupe SMAP.
- 25 août : Lucas Ayaba Cho, militant ambazonien.
- 27 août : The Great Khali, catcheur à la WWE.
- 29 août :
  - Linda Olofsson, nageuse suédoise.
  - Andreea Esca, journaliste roumaine.
- 30 août : 
  - Cameron Diaz, actrice américaine.
  - Moustapha Adib, homme politique libanais.

## Septembre
- 4 septembre : Justine Lévy, écrivain française.
- 5 septembre : Hassen Chalghoumi, imam français.
- 6 septembre : Idris Elba, acteur et musicien britannique.
- 7 septembre : Matthieu Gonet, pianiste et chef d'orchestre.
- 8 septembre : Os du Randt, joueur de rugby à XV sud-africain.
- 11 septembre : Yves Mpunga, homme politique congolais.
- 12 septembre : 
  - Avijit Roy, écrivain, blogueur et militant américano-bangladais († 26 février 2015).
  - Paul Green, joueur et entraîneur de rugby à XIII australien († 11 août 2022).
- 13 septembre : Kelly Chen, actrice et chanteuse chinoise.
- 17 septembre : Daniel Banio Debho, homme politique de la République démocratique du Congo.
- 20 septembre : Alexis Ndouna, homme d’affaires et homme politique gabonais († 21 avril 2020).
- 21 septembre : Liam Gallagher, chanteur britannique.
- 23 septembre : 
  - Sam Bettens, auteur-compositeur-interprète belge.
  - Umaro Sissoco Embaló, homme politique de Guinée-Bissau.
- 24 septembre : Pierre Amine Gemayel, homme politique libanais († 21 novembre 2006).
- 26 septembre : Damien Ricour, comédien et metteur en scène français († 30 décembre 2016).
- 27 septembre : 
  - Gwyneth Paltrow, actrice américaine.
  - Bibian Mentel-Spee, snowboardeuse néerlandaise († 29 mars 2021).
  - Andy Briggs, écrivain britannique.
- 28 septembre : Kevin MacLeod, compositeur de musique libre de droit américain.
- 29 septembre : Martinez Zogo, journaliste camerounais († 17 janvier 2023).

## Octobre
- 3 octobre : Nathalie Vincent, animatrice de télévision et actrice française.
- 5 octobre : Tom Hooper, réalisateur britannique.
- 8 octobre : Kim Myung-min, acteur sud-coréen.
- 11 octobre : Claudia Black, actrice australienne.
- 13 octobre : 
  - Danny Lloyd, acteur et professeur de biologie américain.
  - Frédéric Johansen, footballeur français († 20 décembre 1992).
- 16 octobre : Jacques Nienaber, entraîneur sud-africain de rugby à XV.
- 17 octobre : Eminem, rappeur américain.
- 18 octobre : Karl Nehammer, homme politique autrichien et chancelier d'Autriche depuis 2021.
- 19 octobre : 
  - Sue Bailey, pongiste britannique.
  - Tony Crane, acteur américain.
- 20 octobre : Kasongo Ilunga, homme politique zaïrois.
- 23 octobre : Kate del Castillo, actrice mexicaine.
- 24 octobre :
  - Frédéric Déhu, footballeur français.
  - Vicente Bejarano, matador espagnol.
- 25 octobre : Tomás Straka, historien vénézuélien.
- 26 octobre : Daniel Elena, copilote de rallye automobile monégasque.
- 27 octobre : Santiago Botero, coureur cycliste colombien.
- 28 octobre : Clara Bellar, actrice et réalisatrice de cinéma française et une chanteuse.
- 29 octobre : Steeve Estatof, chanteur rock français.
- 30 octobre : Jessica Stevenson, actrice britannique.
- 31 octobre : Clifford Rozier, joueur de basket-ball américain († 6 juillet 2018).

## Novembre
- 1er novembre : 
  - Toni Collette, actrice, productrice et chanteuse australienne.
  - Jenny McCarthy, actrice américaine.
- 2 novembre : 
  - Benoît Chaigneau, animateur de télévision français.
  - Samantha Womack, actrice britannique.
- 3 novembre : 
  - Ugo Ehiogu, footballeur britannique († 21 avril 2017).
  - « El Tato » (José Raúl Gracia Hernández), matador espagnol.
  - Patrice Senmartin, cycliste handisport français.
- 4 novembre : Luís Figo, footballeur portugais.
- 5 novembre : Ben Graves, musicien américain († 9 mai 2018).
- 6 novembre : 
  - Rebecca Romijn, actrice et mannequin américaine.
  - Thandiwe Newton, actrice britannique.
- 7 novembre : 
  - Saïd Ahamada, député français.
  - Jason London, acteur américain
  - Jeremy London, acteur américain
- 8 novembre : Aksel V. Johannesen, avocat et homme politique féroïen.
- 9 novembre : Eric Dane, acteur américain
- 11 novembre : Tyler Christopher, acteur américain († 31 octobre 2023).
- 13 novembre : Takuya Kimura, chanteur japonais, membre du groupe SMAP,
- 14 novembre : 
  - Hovik Keuchkerian, acteur et boxeur espagnol d'origine arménienne.
  - Josh Duhamel, acteur, réalisateur, producteur et ex-mannequin américain.
- 16 novembre : 
  - Michael Irby, acteur américain.
  - Missi Pyle, actrice et chanteuse américaine.
  - Aurelia Dobre, gymnaste roumaine
  - Alexis Kohler, haut fonctionnaire français.
- 19 novembre : Sandrine Holt, actrice canado-britannique.
- 20 novembre : Sheema Kalbasi, poètesse, militante politique, écrivaine et cinéaste irano-américaine.
- 22 novembre : Olivier Brouzet,  joueur de rugby à XV français.
- 26 novembre : Sergueï Axionov, homme politique soviétique puis russe.
- 27 novembre : 
  - Salavat Fidai, sculpteur russe.
  - Stéphane Pocrain, chroniqueur de télévision et homme politique français.

## Décembre
- 2 décembre : Ismaël Sacko, homme politique malien.
- 5 décembre : Christelle Chollet, comédienne, chanteuse et humoriste française.
- 6 décembre :
  - Joachim Fernandez, footballeur franco-sénégalais († 19 janvier 2016).
  - Lisa Spoonauer, actrice américaine († 21 mai 2017).
- 7 décembre : Christa Campbell, actrice américaine.
- 9 décembre : Tré Cool, batteur américain du groupe Green Day.
- 10 décembre : Brian Molko, chanteur américain du groupe Placebo.
- 12 décembre : Melissa Francis, journaliste et actrice américaine.
- 13 décembre : Hilaree Nelson, skieuse-alpiniste américaine († 26 septembre 2022).
- 16 décembre : Paul Leyden, acteur australien.
- 19 décembre : Alyssa Milano, actrice américaine.
- 22 décembre :
  - Jyrgalbek Kalmamatov, homme politique kirghiz († 2 janvier 2018).
  - Vanessa Paradis, chanteuse et actrice française.
- 25 décembre : Christine Kafando, militante contre le VIH burkinabée.
- 26 décembre : Colleen Piketh, joueuse sud-africaine de boulingrin.
- 27 décembre : Sara Varone, animatrice de télévision italienne.
- 28 décembre : Ingrid Colicis, femme politique belge de langue française.
- 29 décembre : Jude Law, acteur britannique.
- 30 décembre : 
  - Steven Wiig, acteur et musicien américain.
  - Elsa Lepoivre, comédienne française.
- 31 décembre : Olivier Cinna, dessinateur et coloriste de bande dessinée français († 24 mars 2019).

## Date inconnue
- Barbara Ambrusch-Rapp, artiste autrichienne.
- Mahamadou Djéri Maïga, homme politique malien († 22 octobre 2018).
- Ly Taher Dravé, femme politique malienne.
- Elyes Fakhfakh, ingénieur et homme d'État tunisien.
- Raed Fares,  journaliste citoyen et révolutionnaire syrien pacifiste († 23 novembre 2018).
- Isgaard, chanteuse allemande.
- Antonia Jiménez, guitariste de flamenco espagnole.
- Besiana Kadare, diplomate albanaise.
- Tita Larasati, dessinatrice indonésienne de bande dessinée.
- Bulelwa Madekurozwa, peintre zimbabwéenne.
- Larissa Mies Bombardi, géographe, universitaire et lanceuse d’alerte brésilienne.
- Diana Salazar, peintre mexicaine.
- Lisa van Ginneken, femme politique néerlandaise.
- Napoleon Washington, musicien et auteur-compositeur suisse († 14 avril 2015).